# Júlio Ximenes Sênior
Júlio Ximenes Sênior (Uberaba, 13 de março de 1901 — Rio de Janeiro, 11 de abril de 1975) foi um médico brasileiro.